# Enzweiler (Idar-Oberstein)
Enzweiler ist ein Stadtteil der Stadt Idar-Oberstein im Landkreis Birkenfeld in Rheinland-Pfalz.

## Geographie und Verkehrsanbindung
Der Stadtteil liegt südwestlich der Altstadt von Oberstein neben dem Stadtteil Hammerstein. Enzweiler ist der zweitkleinste Stadtteil und liegt am Rande der Nahe und der B 41. Im Ort besteht eine Kita, die in städtischer Trägerschaft ist. In der Heidstraße liegt der Sportplatz „Auf der Schach“. Der Ortsteil verfügt über eine Mehrzweckhalle und einen Friedhof. Durch die Regiolinie 320 der ORN ist der Ort an den öffentlichen Nahverkehr angebunden.

## Geschichte
Die erste urkundliche Erwähnung von Enzweiler erfolgte im Jahr 1516 im Kirchenbuch der Kirchengemeinde Idar.
Im Rahmen der rheinland-pfälzischen Funktional- und Gebietsreform wurde Enzweiler zusammen mit drei weiteren Gemeinden am 7. Juni 1969 in die Stadt Idar-Oberstein eingemeindet.

## Vereine
- TSG Idar-Oberstein
- Hundesportverein Enzweiler
- Männergesangverein Enzweiler 1900 e. V.
- Musikverein Hammerstein-Enzweiler e. V.
- Sportfischereiverein Enzweiler